# Antoine-Henri Jomini

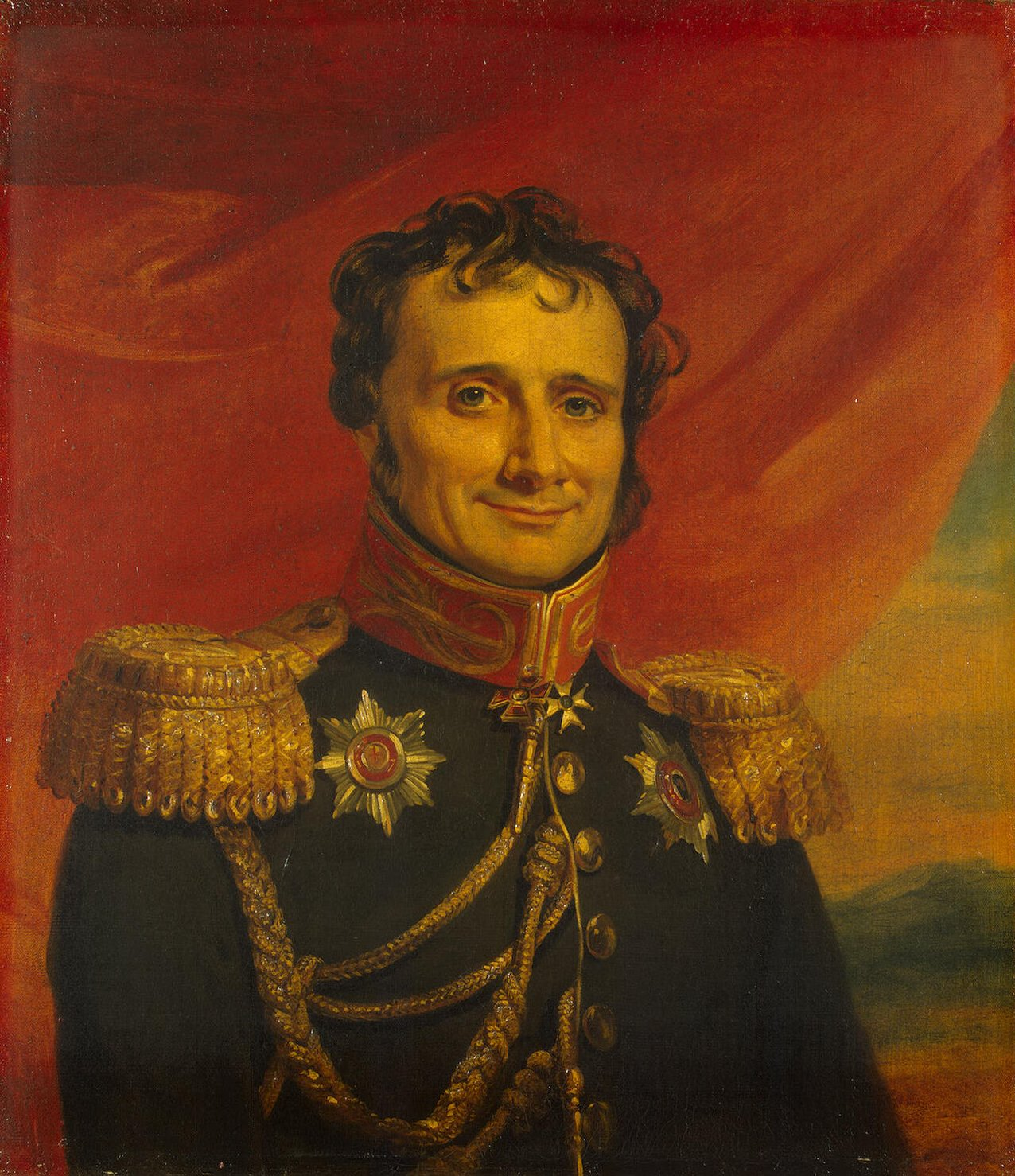
Jomini

Antoine-Henri, baron Jomini (sinh ngày 6 tháng 3 năm 1779 - mất 24 tháng 3 năm 1869), là một tướng lĩnh của Pháp sau đó phục vụ trong quân đội Nga và là một trong những tác giả nổi tiếng nhất viết về nghệ thuật chiến tranh Napoleon, ông sinh tại Payerne thuộc bang Vaud, Thụy Sĩ có cha là một công chức.